# 9832 Xiaobinwang
9832 Xiaobinwang este un asteroid din centura principală de asteroizi.

## Descriere
9832 Xiaobinwang este un asteroid din centura principală de asteroizi. A fost descoperit pe 2 martie 1981 la Siding Spring de Schelte J. Bus. Asteroidul prezintă o orbită caracterizată de o semiaxă mare de 2,43 ua, o excentricitate de 0,12 și o înclinație de 7,0° în raport cu ecliptica.